# Невдаха (фільм)
«Невдаха» (англ. Loser) — американська романтична комедія 2000 року режисера Емі Гекерлінг за власним сценарієм.

## Сюжет
Пол Таннек із сільської місцевості приїжджає до Нью-Йорка для навчання в коледжі. Щоб зберегти свою стипендію, він повинен старанно вчитися і мати добрі оцінки. Це робить його невдахою для своїх безтурботних сусідів по кімнаті, які змушують його виселитися зі свого номера. Полу виділили кімнату в клініці для тварин.
Дору Даймонд, розкуту і гарненьку студентку, якій потрібна робота, щоб платити за навчання, і яка є юною коханкою їхнього саркастичного й егоїстичного викладача, накачують наркотиками на вечірці. Пол рятує її та доглядає потім за її здоров’ям, після чого між ними виникає дружба. Для Пола це стає більше, ніж просто дружні почуття. Але маючи звання невдахи важко розраховувати на увагу красивої дівчини…

## В ролях
| Актор              | Роль                         |
| ------------------ | ---------------------------- |
| Джейсон Біггз      | Пол Таннек                   |
| Міна Суварі        | Дора Даймонд                 |
| Грег Кіннір        | Едвард Олкотт, викладач      |
| Зак Орт            | Адам                         |
| Томас Садоський    | Кріс                         |
| Джиммі Сімпсон     | Ной                          |
| Ден Екройд         | містер Таннек                |
| Твінк Каплан       | Гена                         |
| Андреа Мартін      | викладачка                   |
| Роберт Міано       | Віктор                       |
| Мередіт Скотт Лінн | дівчина з клініки для тварин |
| Енді Дік           | клерк                        |